# Prosopis rubriflora
Prosopis rubriflora är en ärtväxtart som beskrevs av Emil Hassler. Prosopis rubriflora ingår i släktet Prosopis och familjen ärtväxter. Inga underarter finns listade i Catalogue of Life.